# Lohkva
Lohkva – wieś w Estonii, w prowincji Tartu, w gminie Luunja.
Tutaj urodził się estoński poeta Karl Eduard Sööt.